# Armas de energía dirigida
Las armas de energía dirigida, comúnmente conocidas como armas láser o de energía, son armas que transportan la energía a través de ondas electromagnéticas o partículas atómicas o subatómicas.

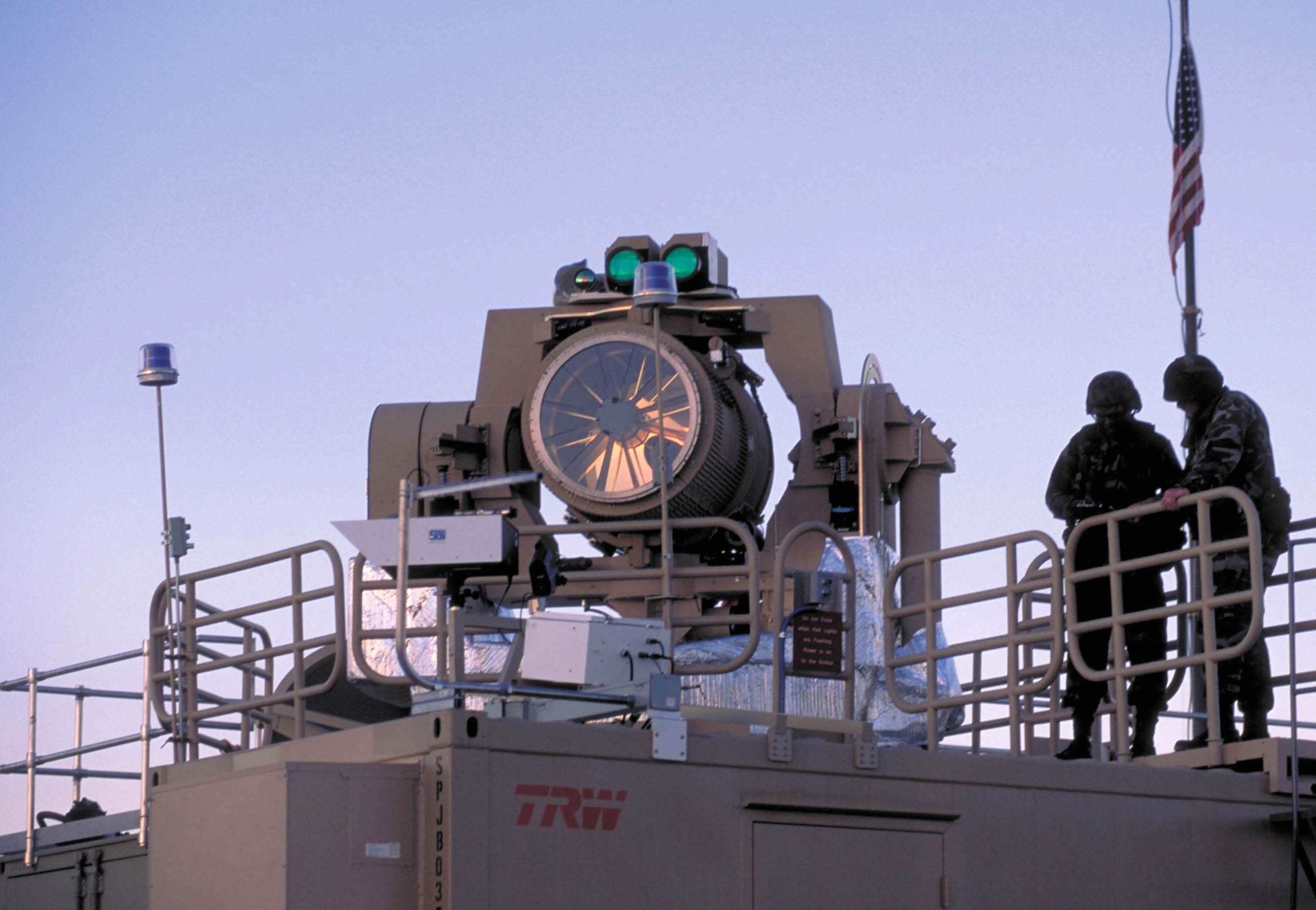
Láser táctico de alta energía

## Historia
El interés por este tipo de armas, contrariamente al estereotipo generado por la ciencia ficción, comenzó como respuesta de los británicos a la amenaza de una posible arma electromagnética alemana. El físico Nikola Tesla también se interesó por esta tecnología. Llegó a idear un prototipo de Rayo de la Muerte, al que describió como un arma capaz de "fundir aviones y tanques americanos con distancia de 250 millas (400km)".
Estos proyectos quedaron como prototipos teóricos. No fue hasta el 23 de marzo de 1983, cuando el presidente de EE.UU Ronald Reagan lanzó la Iniciativa de Defensa Estratégica. El objetivo de esta iniciativa era acabar con la Doctrina de la Destrucción Mutua Asegurada.

## Clasificación

### Láser de Alta Energía
El empleo de medios láser en el campo de batalla ha sido habitual para calcular distancias y señalar objetivos, sin embargo, estos dispositivos se consideran armas que su objetivo es dañar a personas o materiales blindados. Para cumplir este objetivo de utilizan los láseres de alta energía. Dependiendo del medio por el que propagan la energía se clasifican en armas:
- De gas.
- Líquidos.
- De estado sólido.
- De electrones libres.
- De semiconductores.
- De energía nuclear.

### Laser de Alta Potencia
Estos tipos de arma se caracterizan por emitir un pulso de elevada potencia de radio frecuencia dirigido por una antena. Los efectos de esta onda son comparables a los del pulso electromagnético generado en una explosión nuclear.
Un sistema de armas de HPM estaría constituido por una fuente de energía, un generador de microondas de alta potencia, un modulador, un componente de microondas y un subsistema de control y dirección para su apuntado.
La energía de estas partículas se utiliza para incrementar la temperatura del objetivo para así romperlo, fundirlo o incluso provocar una explosión causada por la gran acumulación de energía en un breve periodo de tiempo.

### Otros
En esta clasificación se podrían incluir más tipos de armas de energía dirigida, pero estos son mayoritariamente teóricas o se encuentran insuficientemente desarrolladas. 
Un ejemplo de esta categoría es el Gran Colisionador de Hadrones (LHC). 